# Jindra Košťálová
Jindra Košťálová est une gymnaste artistique tchécoslovaque. 

## Carrière
Jindra Košťálová est médaillée d'or par équipes aux Championnats du monde de gymnastique artistique 1966 à Dortmund.
Elle est médaillée de bronze à la poutre et au sol aux Championnats d'Europe de gymnastique artistique féminine 1969 à Landskrona.